# Парламентские выборы на Аландских островах (2015)
Парламентские выборы на Аландских островах (2015) (швед. Lagtingsvalet på Åland 2015) — выборы в Парламент Аландских островов, состоявшиеся 18 октября 2015 года.

## Результаты выборов
| Партия                                                                   | Голосов | +/-   | %    | +/-  | Мандатов | +/-  |
| ------------------------------------------------------------------------ | ------- | ----- | ---- | ---- | -------- | ---- |
| Аландская либеральная партия (Liberalerna på Åland)                      | 3212    | +592  | 23,3 | +3,0 | 7        | +1   |
| Аландский центр (Åländsk Center)                                         | 2985    | -83   | 21,7 | -1,9 | 7        | 0    |
| Аландские умеренные                                                      | 2453    | +643  | 17,8 | +3,9 | 5        | +1   |
| Аландская социал-демократическая партия (Ålands socialdemokrater)        | 2184    | -220  | 17,4 | -1,1 | 5        | -1   |
| Независимый блок (Obunden samling)                                       | 1323    | -316  | 9,6  | -3,0 | 3        | -1   |
| Будущее Аландов (Ålands Framtid)                                         | 1016    | -270  | 7,4  | -2,5 | 2        | -1   |
| Аландская демократия (Åländsk Demokrati)                                 | 500     | нов.  | 3,6  | нов. | 1        | нов. |
| Sustainable Initiative                                                   | 112     | нов.  | -    | нов. | 0        | нов. |
| Недействительные / пустые                                                |         | -     | -    | -    | -        | -    |
| Всего                                                                    | 14 338  |       | 100  |      | 30       | 0    |
| Зарегистрированных избирателей / явка                                    |         | 70,30 |      | -    | -        | -    |
| Sources JCI Mariehamn Архивная копия от 10 марта 2016 на Wayback Machine |         |       |      |      |          |      |

## Список депутатов
| Аландская либеральная партия - Сёдерлунд, Пернилла - Стаффас, Микаэль - Сундблум, Торстен - Эрикссон, Рогер - Эрикссон, Вивека - Холмберг, Юн - Юханссон, Ингрид Аландский центр - Карлссон, Рунар - Лундберг, Бритт - Петтерссон, Йорген - Линдхольм, Микаэль - Нордлунд, Рогер - Тёрнрос, Вероника - Янссон, Харри | Независимый блок - Фредлунд, Фредрик - Хяггблум, Ларс - Хяггблум, Берт Аландская социал-демократическая партия - Аалтонен, Карина - Викстрём, Тони - Винэ, Йотэ - Кеметтер, Сара - Холмберг, Игге | Аландские умеренные - Эн, Юхан - Карлссон, Петри - Линдхольм, Гун-Мари - Холмберг-Янссон, Аннетте - Силандер, Таге Будущее Аландов - Йонссон, Аксель - Эклунд, Браге Аландская демократия - Тойвонен, Стефан |